# Рогова Павла Іванівна
Павла Іванівна Рогова́ (2 листопада 1947 р., с. Іванівка Запорізької обл. — 25 вересня 2014 р., м. Київ) — українська науковиця-бібліотекознавиця, педагог, громадський діяч. Одна з фундаторів і перший директор Державної науково-педагогічної бібліотеки України імені В. О. Сухомлинського Національної академії педагогічних наук України (1999-2014), член президії НАПН України, член президії Української бібліотечної асоціації. Кандидат історичних наук, старший науковий співробітник, заслужений працівник культури України.

## Життєпис
У 1961 р., після закінчення 7 класу середньої школи № 1 м. Кам’янка-Дніпровська, переїхала до Києва, де навчалась у середній школі-інтернаті № 10 та музичній студії при Київській державній консерваторії ім. П. І. Чайковського.1968 року закінчила Київський державний педагогічний інститут імені О. М. Горького (нині — Національний педагогічний університет імені М. П. Драгоманова) за спеціальністю «Вчитель української мови та літератури».
1997—2001 навчалася в аспірантурі Національної бібліотеки України імені В. І. Вернадського.  
2004 р. захистила дисертацію на здобуття наукового ступеня кандидата історичних наук з теми «Педагогічні бібліотеки України (друга пол. ХІХ – 20-ті рр. ХХ ст.)», де ґрунтовно розкрила історію становлення та розвитку вітчизняних педагогічних бібліотек. 2004 року їй присуджено науковий ступінь кандидата історичних наук, а 2008 року — вчене звання старшого наукового співробітника зі спеціальності "Книгознавство, бібліотекознавство, бібліографознавство".
З 2004 — викладач циклу бібліотекознавчих дисциплін, 2005–2014 — доцент Національного педагогічного університету імені М. П. Драгоманова  за сумісництвом.
25 вересня 2014 — померла у м. Києві на 67-му році життя. Похована у колумбарії Байкового кладовища.

## Професійна діяльність
Трудову діяльність у бібліотечній галузі розпочала  1970 року бібліотекарем книгозбірні Київського державного інституту іноземних мов (нині – Київський національний лінгвістичний університет). Упродовж 1972–1989 рр. – працювала в Державній республіканській бібліотеці УРСР ім. КПРС (нині – Національна бібліотека України імені Ярослава Мудрого) на посадах старшого бібліотекаря, згодом – головного бібліотекаря, завідувача сектору відділу рекомендаційної бібліографії. 
У 1989–1992 рр. – директор бібліотечного об’єднання (у січні–липні 1993 р. – директор спеціальної педагогічної бібліотеки) Київського міського будинку вчителя. В серпні 1993 р. очолила Центральну освітянську бібліотеку (ЦОБ) Інституту системних досліджень освіти України (протягом 1996–1999 рр. ЦОБ перебувала в підпорядкуванні Інституту змісту і методів навчання Міністерства освіти України).
Колектив ЦОБ на чолі з П. Роговою розпочав формування національного галузевого книгосховища,  співпрацюючи з освітянськими установами, видавництвами, громадськими та благодійними організаціями. За її ініціативою в бібліотеці активно запроваджувались інноваційні форми й методи бібліотечно-інформаційного забезпечення освітян, виокремлено і посилено методичний напрям діяльності установи. Особливу увагу П. Рогова приділяла культурно-просвітницькій роботі, залучаючи до бібліотечних заходів відомих письменників, художників, освітян, акторів. Спільно з Ф. Погребенником, доктором філологічних наук, професором, лауреатом Національної премії імені Т. Шевченка організувала цикл вечорів «Визначні жінки України» у Київському міському будинку вчителя, була незмінною ведучою цих заходів.
Наприкінці 1990-х рр. П. Рогова порушила питання перед Міністерством освіти України щодо заснування сучасного всеукраїнського галузевого інформаційного центру — Державної науково-педагогічної бібліотеки України.
У 1999 р. у структурі Академії педагогічних наук України (нині – Національна академія педагогічних наук України) за сприяння МОН України на базі фондів ЦОБ і наукової бібліотеки Інституту педагогіки АПН України було створено Державну науково-педагогічну бібліотеку України (з 2003 р. – Державна науково-педагогічна бібліотека України імені В. О. Сухомлинського). Постановою Президії АПН України від 17 листопада 1999 р. № 1-7/10-125 П. Рогову було призначено директором-організатором книгозбірні.
Під керівництвом П. Рогової відбулося становлення бібліотеки як науково-дослідної установи з питань галузевого бібліотекознавства, бібліографознавства, книгознавства, всеукраїнського інформаційного, науково-методичного та координаційного центру мережі бібліотек  МОН України та НАПН України. Розбудовуючи ДНПБ України, П. Рогова наполегливо просувала ідею створення мережі спеціальних освітянських бібліотек, стала розробником і керівником теоретичних, науково-методичних та організаційних засад її функціонування. 
2003 р. П. Рогова ініціювала підготовку в Національному педагогічному університеті імені М. П. Драгоманова фахівців за інтегрованою спеціальністю «бібліотекар-педагог», там же викладала низку бібліотекознавчих дисциплін.
П. Рогова є автором понад 300 наукових праць, серед яких монографія, концепції, наукові статті у вітчизняних та зарубіжних виданнях, бібліографічні покажчики, методичні посібники. Була науковим консультантом і редактором збірника «Наукові праці Державної науково-педагогічної бібліотеки України ім. В. О. Сухомлинського», членом редколегій низки часописів із психолого-педагогічних питань і бібліотекознавства.

## Твори
- Художня література. Критика. Літературознавство [1974–1975] : реком. бібліогр. покажч. / ДРБ ім. КПРС ; уклад.: Є. К. Бабич, П. І. Рогова. – Київ : Дніпро, 1976. – 143 с.
- Організаційно-методичні проблеми становлення Центральної освітянської бібліотеки : (досвід роботи за 6 років) / Павла Рогова // Вісн. Кн. палати. – 1999. – № 5. – С.  12–14 ; № 7. – С. 9–11. – Бібліогр.: 9 назв.
- Державна науково-педагогічна бібліотека України: аспекти становлення / П. І. Рогова // Бібл. вісн. – 2000. – № 6. – С. 17–19
- Головна учительська бібліотека / П. Рогова // Свобода (США). – 2001. – 8 черв. (№ 23). – С. 16.
- Педагогічні бібліотеки: витоки, становлення [кінець ХІХ–початок ХХ ст.] / П. Рогова // Вісн. Кн. палати. – 2001. – № 7. – С. 33–38 ; № 8. – С. 31–33.
- Типологічні ознаки педагогічних бібліотек: іст.-пед. дослідж. / П. Рогова // Директор шк., ліцею, гімназії. – 2003. – № 5/6. – С. 120–125.
- Педагогічні бібліотеки України (ІІ пол. ХІХ–20-ті рр. ХХ ст.) : автореф. дис. на здобуття наук. ступеня канд. іст. наук : [спец.] 07.00.08 «Книгознавство, бібліотекознавство, бібліографознавство» / НАН України, НБУВ ; [наук. кер. Онищенко О. С.]. – Київ, 2004. – 20 с.
- Державна науково-педагогічна бібліотека – науково-методичний центр мережі освітянських бібліотек МОН і АПН: концептуальні засади діяльності / П. Рогова // Директор шк., ліцею, гімназії. – 2006. – № 5. – С. 50–59.
- Науково-дослідна та науково-методична діяльність Державної науково-педагогічної бібліотеки України імені В. О. Сухомлинського в контексті модернізації освіти в Україні / Павла Рогова // Вісн. Кн. палати. – 2007. – № 11. – С. 23–29 ; № 12. – С. 32–36.
- Педагогічні бібліотеки України (друга половина ХІХ – 20-ті роки ХХ ст.) : [монографія] / АПН України, ДНПБ України ім. В. О. Сухомлинського ; [наук. ред. О. С. Онищенко ; рецензенти: О. В. Сухомлинська, Л. А. Дубровіна]. – Київ : Четверта хвиля, 2009. – 271 с. : фотогр.
- Модель всеукраїнського галузевого інформаційного ресурсу на базі Державної науково-педагогічної бібліотеки України імені В. О. Сухомлинського (описова) / П. І. Рогова, Н. В. Вараксіна ; [наук. ред. Рогова П. І.] ; НАПН України, ДНПБ України ім. В. О. Сухомлинського. – Київ : Нілан-ЛТД, 2010. – 80 с
- Формування всеукраїнського галузевого інформаційного ресурсу на базі Державної науково-педагогічної бібліотеки України імені В. О. Сухомлинського: стан і шляхи розвитку / П. І. Рогова // Наук. пр. Держ. наук.-пед. б-ки України ім. В. О. Сухомлинського / НАПН України, ДНПБ України ім. В. О. Сухомлинського. – Київ : Пед. думка, 2010. – Вип. 2 : Всеукраїнський інформаційний ресурс з питань психолого-педагогічної науки і освіти: сучасний стан та шляхи розвитку. – С. 10–27.
- Концепція створення інтегрованого галузевого інформаційного ресурсу в Державній науково-педагогічній бібліотеці України імені В. О. Сухомлинського / [Рогова П. І., Артемов Ю. І., Вараксіна Н. В., Лобановська І. Г. ; наук. ред. Рогова П. І.] ; НАПН України, ДНПБ України ім. В. О. Сухомлинського. – Київ : [б. в.], 2012. – 23 с.
- Про концепцію створення інтегрованого галузевого інформаційного ресурсу на базі Державної науково-педагогічної бібліотеки України імені В. О. Сухомлинського / П. Рогова // Вісн. Кн. палати. – 2013. – № 10. – С. 8–12.
- Роль С. О. Сірополка у становленні і розвитку учительських бібліотек : до 140-річчя від дня народж. С. О. Сірополка – відомого укр. бібліотекознавця / П. І. Рогова // Наук. пр. Кам’янець-Поділ. нац. ун-ту ім. Івана Огієнка. Сер.: Бібліотекознавство. Книгознавство / Кам’янець-Поділ. нац. ун-т ім. Івана Огієнка, Наук. б-ка. – Кам’янець-Подільський, 2013. – Вип. 3. – С. 61–67.
- Дослідження інформаційних ресурсів на відповідність потребам користувачів у контексті перетворень бібліотечного середовища / П. І. Рогова, Ю. І. Артемов // Вісн. Кн. палати. – 2015. – № 2. – С. 22–24.

## Громадська діяльність
2005 обрана членом президії НАПН України. 1998–1999  рр. долучалася до створення Всеукраїнського громадського об'єднання Українська бібліотечна асоціація.  У 1999–2005  – голова секції освітянських бібліотек, з 2009 року – член президії ВГО Українська бібліотечна асоціація.

## Відзнаки
- знак «Відмінник освіти України» (1996),
- почесна відзнака Американського біографічного інституту в номінації «Бізнес-леді»,
- почесні грамоти Міністерства освіти і науки України та Президії НАПН України,
- медаль АПН України «Ушинський К. Д.» (2007),
- знак Міністерства освіти і науки України «В. О. Сухомлинський» (2008),
- медаль Національного педагогічного університету ім. М. П. Драгоманова «М. П. Драгоманов» (2010),
- Почесна грамота Кабінету Міністрів України (2007),
- Грамота Верховної Ради України (2010),
- медаль Національної академії педагогічних наук України «Григорій Сковорода» (2012),
- орден княгині Ольги III ступеня (2013).

На вшанування пам’яті П. Рогової ДНПБ України ім. В. О. Сухомлинського з 2015 р. проводить щорічні бібліотекознавчі читання, а також заснувала Премію імені Павли Рогової за вагомий внесок у розвиток галузевого бібліотекознавства, бібліографознавства та книгознавства.